# SN 2006ez
SN 2006ez – supernowa typu II odkryta 27 sierpnia 2006 roku w galaktyce A213349-0100. W momencie odkrycia miała maksymalną jasność 20,30m.